# Lucy Hamilton Hooper
Lucy Hamilton Hooper (nascida Jones; Filadélfia, 20 de janeiro de 1835 –  Paris, 31 de agosto de 1893) foi uma poetisa, jornalista, editora de revista, dramaturga e tradutora americana. Logo após seu casamento em 1854, uma crise comercial arruinou os negócios de seu marido e ela foi obrigada a começar a escrever profissionalmente. Ela contribuiu regularmente para jornais e revistas e foi editora associada de Our Daily Fare, publicada em conexão com a feira realizada pela Comissão Sanitária dos Estados Unidos na Filadélfia em 1864, e à qual apresentou as primeiras cem cópias de uma pequena coleção de seus poemas publicado naquele ano. Ela foi editora associada da Lippincott's Monthly Magazine desde sua criação em 1868 até 1870, quando fez sua primeira viagem à Europa.
Ela foi a autora de Poems with Translations from the German of Geibel and Others (1864); Poems (1871); The Nabob, traduzido do francês de Alphonse Daudet por acordo especial com Daudet (1878); Under the Tricolor; or the American Colony in Paris, romance (1880); The Tsar's Widow, romance (1881). Ela também escreveu duas peças: Helen's inheritance, que foi produzida no Theatre d'Application, Paris, em 1888, no Madison Square Theatre, em Nova Iorque, em 1889, e percorreu os Estados Unidos por várias temporadas sob o título Inherited; e Her Living Image, em colaboração com um dramaturgo francês.

## Primeiros anos e educação
Lucy Hamilton Jones nasceu na Filadélfia, cidade populosa da Pensilvânia, em 20 de janeiro de 1835. Ela era filha de Bataile Muse Jones, um comerciante conhecido daquela cidade.
Enquanto frequentava a escola, Hooper contribuiu com versos para Lady's Book de Godey.

## Carreira
Em 1854, casou-se com Robert E. Hooper, natural da Filadélfia, e morou nessa cidade por vários anos. Seus primeiros poemas, escritos ainda jovem, foram publicados no Godey's Lady's Book. Em 1864, uma pequena coleção de seus poemas foi publicada por Frederick Leypoldt, sendo os primeiros 100 exemplares da edição apresentados pelo autor à Grande Feira Central em benefício da Comissão Sanitária dos Estados Unidos, que estava então em andamento na Filadélfia. A publicação da obra Lippincott's Monthly Magazine começou em 1868, e Hooper tornou-se uma colaboradora constante. Assumiu as funções de editora-assistente daquele periódico, cargo que manteve até sua visita à Europa, em 1870. Em 1871, uma segunda coletânea de seus poemas foi publicada, incluindo a maioria dos que haviam sido impressos no primeiro volume, com acréscimos importantes.
Hooper contribuiu com um grande número de histórias, artigos e poemas para os principais periódicos americanos por mais de 20 anos. Embora tenha nascido em grande riqueza, Hooper foi obrigada a se tornar uma escritora como profissão por causa de uma crise comercial. Seu marido foi nomeado vice-cônsul geral em Paris em 1874, e ela se tornou correspondente em Paris do Philadelphia Evening Telegraph, do Baltimore Gazette, da edição americana do Art Journal, do Appleton's Journal, da Lippineott's Magazine, do St. e o Paris American Register. Ela esteve no comando de colaboradora regular do Philadelphia Evening Telegraph por 16 anos, e do St. Louis Post-Dispatch.
Ela foi a autora de uma tradução do romance de Alphonse Daudet, The Nabob, que foi publicado por acordo especial com Daudet. Ela era conhecida por suas traduções de poesia alemã e publicou várias obras traduzidas de Johann Wolfgang von Goethe, Emanuel Geibel, Friedrich Schiller e Christian Friedrich Hebbel. Um romance original, chamado Under the Tricolor, e um drama de quatro atos, intitulado Helen's Inheritance, foram outras obras literárias de caráter importante. Este último foi produzido pela primeira vez em junho de 1888, em versão francesa, no Théâtre d'Application, em Paris. Nettie Hooper fez parte do papel da heroína, continuando no papel quando a peça foi apresentada por AM Palmer no Madison Square Theatre, na cidade de Nova Iorque, em dezembro de 1889. O drama foi produzido sob outro título, Inherited, nos Estados Unidos por várias temporadas.

## Vida pessoal
Hooper fez sua casa em Paris, capital da França, onde morreu em 31 de agosto de 1893. Ela foi enterrada no Cemitério Laurel Hill, na Filadélfia.

## Obras publicadas
- Poems: With Translations from the German of Geibel and Others., Frederick Leypoldt, Philadelphia, 1864 (em inglês)
- Poems, J.B. Lippincott & Co., 1871 (em inglês)
- Under the Tricolor: Or, The American Colony in Paris. A Novel., J.B. Lippincott & Co., Philadelphia, 1880 (em inglês)
- The Tsar's Window, Roberts Brothers, Boston, 1881 (em inglês)
- Those Pretty St. George Girls. A Society Novel., T.B. Peterson & Brothers, Philadelphia, 1883 (em inglês)